# Amerikaans conservatisme
Het Amerikaanse conservatisme is de algemene aanduiding voor het geheel van conservatieve denkbeelden zoals dat in de Verenigde Staten valt waar te nemen. Het Amerikaans conservatisme verschilt ten opzichte van het Europees conservatisme. Waar het Europees conservatisme gebonden is aan de monarchie, landadel, 'gevestigde kerk' en militaire elite, zijn Amerikaanse conservatieven voorstander van het Amerikaanse republikanisme. Hoewel de Verenigde Staten nooit een 'Conservative Party' gekend heeft, wordt de Republikeinse Partij gezien als een partij met conservatieve waarden en ideeën.

## Verschillende deelstromingen
Onder het Amerikaans conservatisme kunnen verschillende onderstromingen worden waargenomen, zoals onder andere:
- Paleoconservatisme
- Neoconservatisme
- Rechts-religieus conservatisme
- Fiscaal conservatisme
- Sociaal-conservatisme
- Libertarisch conservatisme

Paleo- en neoconservatisme zijn tegenpolen van elkaar. Terwijl paleoconservatieven voor een kleine overheid zijn, het einde van de welvaartsstaat beogen en een isolationistisch en protectionistisch beleid nastreven, zijn neoconservatieven juist zeer agressief op buitenlands vlak, staan ze voor een grote overheid met een sterke centrale overheidsinstantie en zijn ze vaak ook voorstander van vrijhandel.
De rechts-religieuze stroming omvat alle verschillende religieus-conservatieve bewegingen binnen Amerika (meestal christelijk getint), dat kan variëren van christelijke tv-dominees, christelijke fundamentalisten tot christelijk-arische, nationalistische en vaak radicaal-rechtse sektes (onder andere de sektes van de Christian Identity-beweging). Ook zijn vele rechts-religieuze bewegingen theocratisch ingesteld en wachten ze op een 'Rijk Gods'. Fiscale conservatieven zijn Amerikanen die aanhangers zijn van het kapitalisme. Vaak loopt het fiscaal conservatisme samen met paleo- of neoconservatisme. Deze stroming is een conservatievere variant van het libertarisme.
Het sociaal-conservatisme is een politieke stroming waarin nationale solidariteit centraal staat, een stroming van mensen die eeuwenoude sociale en culturele normen kunnen waarderen omdat deze de toets der tijd hebben doorstaan. Hierin wijken sociaal-conservatieven dus enigszins af van progressieven, vanwege een behouden kijk op pogingen tot sociaal-constructivisme.
Het libertarisch conservatisme is een politieke filosofie en ideologie die rechts-libertaire politiek en conservatieve waarden combineert. Het libertair conservatisme bepleit de grootst mogelijke economische vrijheid en de minst mogelijke overheidsregulering van het sociale leven, een afspiegeling van het laissez-faire liberalisme, maar heeft meer de nadruk op een geloof in een meer traditionele en conservatieve sociale filosofie die de nadruk legt op autoriteit en plicht.

## 21e eeuw

### George W. Bush

#### (2000-2004)
Na 8 jaar een liberale democraat als president gehad te hebben in de Verenigde Staten, won tijdens de Amerikaanse presidentsverkiezingen van 2000 een zogenaamde conservatieve republikein, genaamd George W. Bush. Bush beloofde tijdens de campagne voor de verkiezingen een beter Amerika met betere scholen, lagere belastingen en meer individuele verantwoordelijkheid. Daarnaast was hij groot voorstander van een vrijemarkteconomie. Tijdens zijn twee presidentstermijnen stond Bush vooral bekend om het sociaal-conservatisme en de nadruk op religieuze thema's en de mobilisering van religieus rechts. Dit is terug te zien in het gevoerde beleid van Bush omtrent zaken als abortus en het homohuwelijk. Er moest namelijk vooral worden vastgehouden aan de oude Amerikaanse culturele normen en waarden, waarin abortussen niet worden toegestaan en het huwelijk enkel mogelijk is voor twee personen met een verschillend geslacht. Het buitenlandse beleid van de Verenigde Staten onder leiding van Bush was voornamelijk gebaseerd op het neoconservatisme. Hoewel Bush in zijn campagne voor de presidentsverkiezingen van 2000 aan zijn potentiële kiezers beloofde dat onder zijn leiding, de Verenigde Staten zich bescheiden op zou stellen ten opzichte van het buitenland, pakte dit na de aanslagen op 11 september 2001 anders uit. Het gevolg van deze terroristische aanslagen in New York, Pennsylvania en Washington D.C., was een gewapende interventie in zowel Afghanistan als Irak.

#### (2004-2008)
In 2004 won Bush wederom de Amerikaanse presidentsverkiezingen, waardoor Bush zich kon opmaken voor nog eens vier jaar presidentschap. In aanloop naar deze verkiezingen, legde Bush wederom de nadruk op het neoconservatieve veiligheids- en buitenlandbeleid. Volgens de exit polls stemden 84 procent van de kiezers die zichzelf beschouwen als conservatief, op Bush. De kredietcrisis van 2008 en het gevoerde buitenlandbeleid in onder andere Afghanistan en Irak, zorgden ervoor dat Bush in zijn tweede presidentstermijn op meer kritiek kon rekenen vanuit de conservatieve kant. Zo noemden vooraanstaande conservatieven als Richard Viguerie en William F. Buckley jr., Bush geen 'echte' conservatief en kon Bush niet meer rekenen op de volledige steun van de conservatieven in het Amerikaans Congres.